# جواو دي باروس

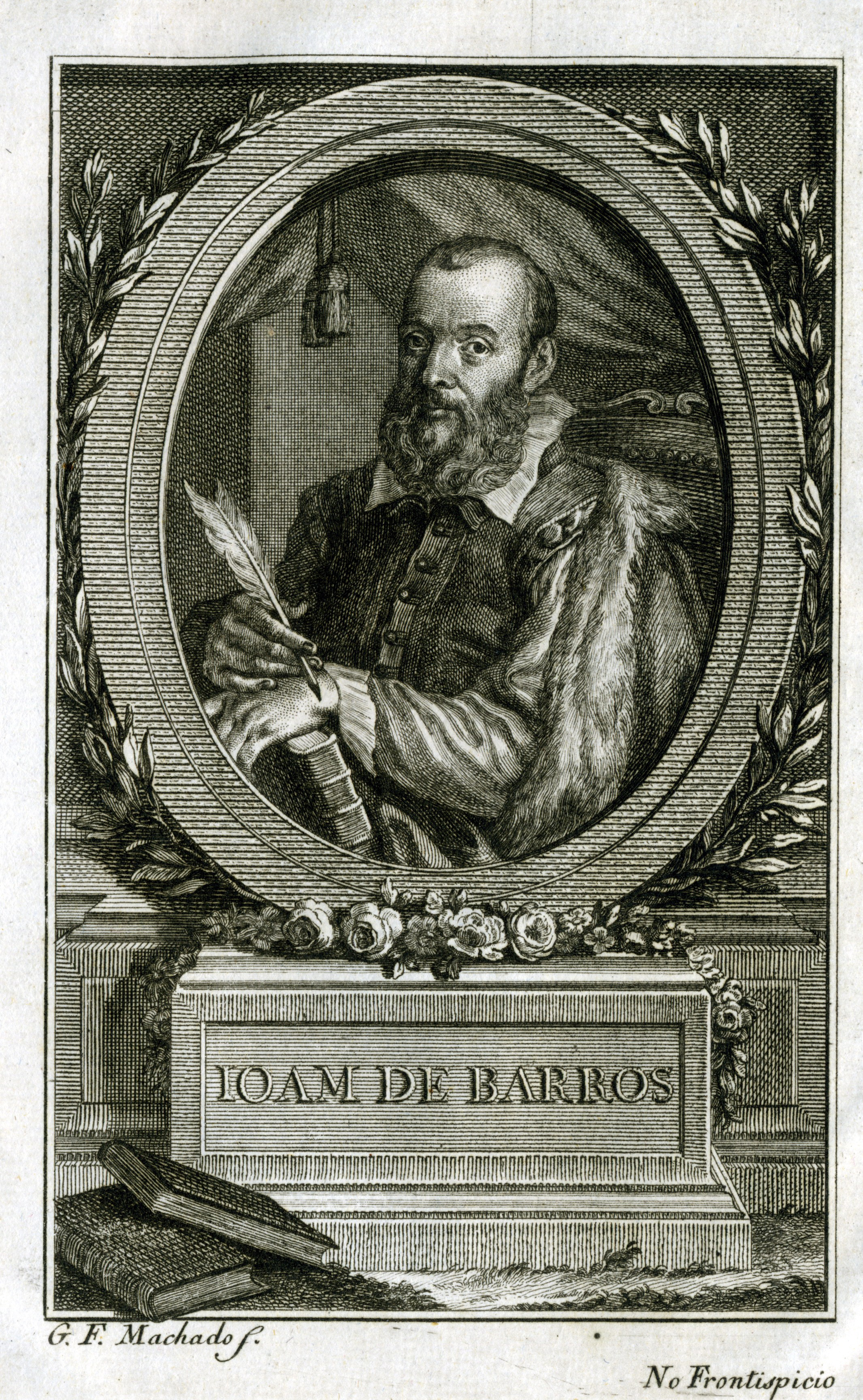
جواو دي باروس

جواو دي باروس (أو باروش) (بالبرتغالية: João de Barros‏) (ولد 1496 – توفي 1570) هو مؤرخ برتغالي، ويبلق بليفي البرتغال، ويقال أنه كان أول المؤرخين العظام في بلاده.

## بدايات حياته
تعلم باروس في قصر الملك مانويل، واعتنق منذ البداية فكرة تسجيل التاريخ، ولكي يثبت جدارته كتب في سن العشرين قصة عن الشهامة، تدعى الإمبراطور كلاريموندو، والتي قال أنه استعان فيها بمساعدة بالأمير جواو (أصبح لاحقا الملك جواو الثالث). وعند تولي الأخير عرش البرتغال أعطى باروش إمرة حصن ساو جورجي دي إلمينا، حيث ابتدأ منصبه عام 1522، وحاز عام 1525 على منصب خازن بيت الهند والذي شغله حتى عام 1528.
أبعده وباء العام 1530 من لشبونة إلى بيته الريفي قرب بومبال، وهناك أنهى محاورة أخلاقية Rho pica Pneuma، والتي حازت إعجاب العالم خوان لويس فيفس. وعندما عاد باروش إلى لشبونة عام 1532 عينه الملك في منصب وكيل بيت الهند وبيت مينا، وهو منصب يحمل مسؤولية وأهمية كبيرتين في وقت كانت فيه لشبونة هي السوق الأوروبي في تجارة الشرق. وأثبت باروس أنه مدير جيد، وأظهر مثابرة ونزاهة كبيرتين كانا نادرتين في ذلك العصر، وكانت نتيجة هذا أنه لم يجن سوى ثروة صغيرة في حين جمع من سبقوه ثروات طائلة.

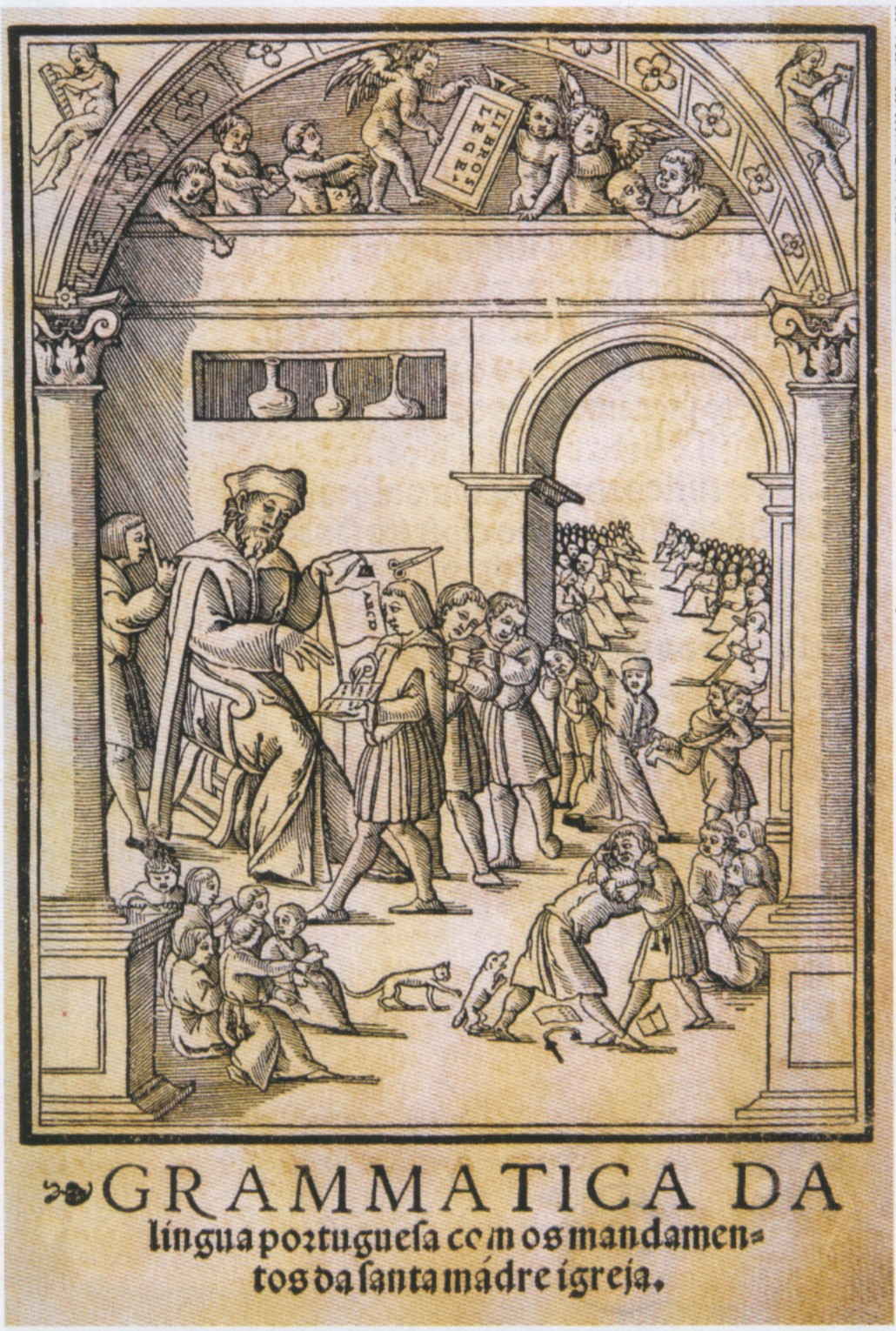
غلاف كتاب قواعد اللغة البرتغالية لجواو دي باروس

## رحلة البرازيل
في ذلك الوقت كان جواو الثالث يرغب في جذب المستوطنين إلى البرازيل، فقسم المستعمرة إلى إقطاعيات وأعطى إقطاعية مارانهاو إلى باروش، الذي اشترك مع شريكين في المغامرة، وحضر أسطولا من عشرة سفن تحمل تسعمائة رجل وأبحر عام 1539. وبسبب جهل الربابنة تحطم كامل الأسطول، وتسبب هذا بخسائر مالية قاسية على باروش، والذي لم يكن مطمئنا بعد لمواجهة التزاماته، ودفع ديون أولئك الذين قضوا في الرحلة. وخلال هذه السنوات استمر بالدراسة في أوقات فراغه، وبعد وقت قصير من كارثة البرازيل عرض كتابة تاريخ البرتغاليين في الهند بعنوان عقود آسيا Décadas da Ásia، وقد قبل الملك العمل. بدأ باروش بالعمل على الفور، ولكن قبل أن يبدأ بطباعة الصفحة الأولى، قام بنشر كتاب عن القواعد البرتغالية (1540) وعدة محاورات أخلاقية أخرى.

## عقود آسيا
ظهر في عام 1552 العقد الأول من عقود تاريخ البرتغاليين آسيا، وكان استقباله حسنا لدرجة أن الملك جواو كلف باروش حالا بكتابة سجل تاريخي عن الملك مانويل. ولكن مشاغله الكثيرة منعته من إنجاز هذا الكتاب، والذي ألفه لاحقا دامياو دي غويش. وظهر العقد الثاني عام 1553، وظهر الثالث عام 1563، ولكن الرابع والأخير لم يظهر حتى 1615، بعد فترة طويلة من وفاة الكاتب.
أكمل ديوغو دو كوتو باقي العقود وأضاف تسعة أخرى، وظهرت طبعة أحدث في لشبونة بين عامي 1778 – 1788 من 14 جزءا. عنوان عمل باروش بالكامل هو Da Asia de Joao de Barros, dos feitos que os Portuguezes fizeram no descubrimento e conquista dos mares e terras do Oriente، وقد رافق العمل مجلد يحوي سيرة لحياة باروش بقلم المؤرخ مانويل سيفيريم دي فاريا وفهرس غزير عن كافة العقود. وظهرت نسخة إيطالية من مجلدين في البندقية بين عامي 1561 – 1562 وألمانية من خمسة مجلدات في عام 1821. وقد طبعت حكاية كلاريموندو في الأعوام التالية: 1552، 1555، 1601، 1742، 1791، 1843، وكلها نشرت في لشبونة وقد أثرت على فرانسيسكو دي مورايش.

## سنواته الأخيرة
في يناير 1568 تقاعد باروش من منصبه المريح في بيت الهند، وتلقى رتبة فيدالغو مع راتب تقاعدي وتعويضات نقدية من الملك سيباستيان، ومات في 10 أكتوبر 1570.
كن باروش رجلا ذا طبيعة سامية، وفضل أن يترك لأبنائه أماثيل عن الأخلاق العالية والعلم أكثر من أن يورثهم ثروة مالية طائلة، ورغم أنه تلقى العديد من الحسنات الملكية، فقد وهبها طواعية، ولم يطلب أيا منها أبدا. وكمؤرخ وخطيب متميز فإن باروش ظل إلى يومنا يحظى بالمكانة والشهرة التي لطالما تمتع بها. وتاريخ العقود التي كتبها تحتوي التاريخ الأقدم للبرتغاليين في آسيا وتظهر دراسة متأنية لأعمال المؤرخين والجغرافيين الشرقيين، بالإضافة للسجلات عن بلده. وهي تتميز بوضوح الشروح والتنظيم المرتب. ويمتلك أسلوبه البساطة والفخامة الموجودة لدى كبار الكتاب التاريخيين، ولا يمكننا الشك في نقاء أسلوب خطابته. ورغم أن باروش كان موضوعيا في المجمل، فقد كان راويا ومدافعا عن الأعمال العظيمة لأبناء بلده، ويفتقر للروح النقدية والفطنة الفكرية.
من الأعمال الأخرى لباروش والتي وصفها إنوسينسيو دا سيلفا: معجم إثبات المراجع البرتغالية Diccionario Bibliographico Portuguez، وقد نشر تجميع لأعمال باروش المنوعة من قبل فيسكوندي دي أزيفيدو فاريا (بورتو، 1869).

## وصلات خارجية
- جواو دي باروس على موقع الموسوعة البريطانية (الإنجليزية)